# 倫維爾縣 (北達科他州)
倫維爾縣（英語：Renville County）是美國北達科他州北部的一個縣，北鄰加拿大沙士吉萬。面積2,310平方公里。根據美國2000年人口普查，共有人口2,610人。縣治莫霍爾（Mohall）。
最初成立於1872年-1873年年度，但1891年被解散。再成立於1910年5月1日，縣政府成立於7月23日。縣名紀念傳譯員、拓荒者約瑟·倫維爾 （Joseph Renville）。